# جام ۲۰۲۲
جام ۲۰۲۲ یک برنامه تلویزیونی زنده ویژه پوشش جام جهانی فوتبال ۲۰۲۲ قطر بود. این برنامه به تهیه‌کنندگی مهدی هاشمی و اجرای محمدحسین میثاقی و محمدرضا احمدی روی آنتن رفت. جام ۲۰۲۲ از ۲۶ آبان ۱۴۰۱ شروع به کار کرد و در ۲۷ آذر ۱۴۰۱ با پایان جام جهانی فوتبال ۲۰۲۲، به کار خود پایان داد. این ویژه برنامه هر روز از یک ساعت قبل از شروع بازی‌ها تا ساعت ۰۲:۳۰ بامداد روی آنتن می‌رفت. ۲۵۰ آیتم متفاوت قبل از شروع جام برای این برنامه تولید شد و گروهی از گزارشگران نیز به قطر اعزام شدند تا بعضی از آیتم‌ها در حین برگزاری جام جهانی تولید شود و در تولید آیتم‌ها از تکنولوژی‌های روز "ای‌آر"  استفاده شد. آیتم‌های ویژه‌ای مثل آنالیز تیم‌‌ها، ستاره‌ها، نوستالژی، معرفی کشورها و .... تولید شد. در جام ۲۰۲۲، ۵۶ مسابقه جام جهانی فوتبال ۲۰۲۲ پخش زنده شد.
بعد از ۲ دوره، این اولین ویژه برنامه جام جهانی شبکه سه بود که توسط عادل فردوسی‌پور تهیه و اجرا نشده بود.

## پیشینه
برنامه جام ۲۰۲۲ در سال ۱۴۰۱ توسط مهدی هاشمی برای پوشش جام جهانی فوتبال ۲۰۲۲ بنیان‌گذاری شد. اولین قسمت برنامهٔ جام ۲۰۲۲ در تاریخ ۲۶ آبان ۱۴۰۱ پخش شد. ۲۷ آذر ۱۴۰۱ آخرین قسمت پخش این برنامه بود.
طراحی غالب دکور بر مبنای رنگ و لعاب گرافیکی و نشانه‌های جام جهانی ۲۰۲۲ قطر خاصه میز مجریان، مطابق با نمای بیرونی «ورزشگاه الثمامه» که معرف و نمادی از فضای اسلامی و فرهنگی کشور قطر است با قطر ۴ متر بود.
بهره‌مندی حداکثری از داده‌های گرافیکی در پس‌زمینه دیوار تصویری مجریان و نیز فناوری واقعیت افزوده (AR) به‌منظور انتقال محتوای جذاب از اطلاعات متنوع و مختلف جام با پوشش ۱۰ دوربین با کیفیت فول اچ‌دی نیز از دیگر خصوصیات قابل توجه برنامه بود.
در این برنامه، برای اولین بار حق پخش بازی‌های جام جهانی از بین اسپورت توسط صدا و سیما خریداری شد. همچنین این بازی‌ها از شبکه فراتر با کیفیت 4K نیز پخش شد.

### روند برنامه
برنامه جام ۲۰۲۲ هر روز به پخش، پوشش، مرور و تحلیل جام جهانی فوتبال ۲۰۲۲ و رویدادهای مرتبط به آن می‌پرداخت. به‌طور معمول، این برنامه بازی‌های جام جهانی فوتبال ۲۰۲۲ را پخش می‌کرد، اخبار آن را پوشش می‌داد و به تحلیل مسائل مربوط به بازی‌ها با حضور کارشناسان و بررسی حواشی جام جهانی ۲۰۲۲ می‌پرداخت.

### بخش‌های برنامه
- پخش بازی‌ها:

در این برنامه بازی‌های جام جهانی ۲۰۲۲ پخش می‌شد.
- آیتم‌ها:

هر روز در این بخش، آیتم‌هایی از تیم‌ها، بازیکنان و مربیان جام جهانی و مسائل مربوط به آن پخش می‌شد.
- میهمان:

در هر قسمت از برنامه مربیان و بازیکنان که برخی از آنان خارجی بودند به برنامه دعوت می‌شدند و دربارهٔ مسایل مختلف با مجری ها به گفتگو می‌نشستند.
- اخبار جام جهانی:

خلاصهٔ مهم‌ترین اخبار مربوط به جام جهانی ۲۰۲۲ در این بخش پخش می‌شد.
- آنالیز فنی :

در این بخش بازی‌های جام جهانی (از بعد فنی یا کیفیت) توسط یک تیم چند نفره آنالیز می‌شد و ماحصل آن با تصاویر مربوط به بازی پخش می‌گردید.
- مستندهای موضوعی:

در این برنامه به تناسب اتفاقات رخ داده در جام جهانی مستندهایی کوتاه و با متنی ادبی پخش می‌شد. معمولاً این مستندها علاوه بر موضوعات فوتبالی، دربرگیرنده موضوعات سیاسی، اجتماعی و فرهنگی هم می‌شدند.
- پیش‌بازی:

پیش‌بازی مسابقات: در این بخش بررسی شرایط تیم‌های برگزارکنندهٔ بازی در بازی‌های قبل، بررسی آماری همراه با نگاه تاریخی صورت می‌گرفت.

## حواشی

### دستمزد مجریان
درباره رقم دستمزدهای مجریان ویژه برنامه جام‌جهانی قطر شبکه سه سیما که با حضور محمدحسین میثاقی و محمدرضا احمدی روی آنتن رفت حدس و گمان‌هایی شکل گرفت.
در توئیت‌ها و شبکه‌های اجتماعی و برخی رسانه‌های خارج از کشور اعلام شده بود که مجریان این برنامه بابت هر شب اجرا دستمزد نیم میلیاردی یا ۵۰۰ میلیون تومانی دریافت می‌کنند که با احتساب یک ماه اجرای روزانه رقمی نجومی به دست آورده می‌شود. مهدی هاشمی تهیه‌کننده برنامه، ضمن تکذیب تلویحی خبر دستمزدهای نیم میلیاردی برای میثاقی و احمدی مجریان برنامه بابت هر قسمت، به این توضیح بسنده کرد:
این اعداد آنقدر خنده دار و دروغین است که نیازی به واکنش ندارد!
برخی رسانه‌ها نیز اعلام کردند که احمدی بین ۱۰ تا ۱۵ و میثاقی بین ۱۵ تا ۲۵ میلیون تومان برای هر برنامه دستمزد گرفته اند.